# Parchovany
Parchovany este o comună slovacă, aflată în districtul Trebišov din regiunea Košice. Localitatea se află la altitudinea de 111 m deasupra n.m., se întinde pe o suprafață de 23,14 km2 și în 2017 număra 1.914 locuitori.

## Istoric
Localitatea Parchovany este atestată documentar din 1320.

## Demografie
| An:                | 1994 | 2004   | 2014   | 2024   |
| ------------------ | ---- | ------ | ------ | ------ |
| Număr de persoane: | 1752 | 1916   | 1922   | 2001   |
| Diferență:         |      | +9,36% | +0,31% | +4,11% |

| An:                | 2023 | 2024   |
| ------------------ | ---- | ------ |
| Număr de persoane: | 1971 | 2001   |
| Diferență:         |      | +1,52% |